# Skalikurek gujański
Skalikurek gujański (Rupicola rupicola) – gatunek średniej wielkości ptaka z rodziny bławatnikowatych (Cotingidae), zamieszkujący północną część Ameryki Południowej. Nie wyróżnia się podgatunków.

## Morfologia
Długość ciała 27–32 cm. Masa ciała: dorosłe samce średnio 218 g, samice 203 g. Samiec jaskrawopomarańczowy z brązowoczarnymi skrzydłami i białym lusterkiem oraz krótkim i ciemnym ogonem. Czubek spłaszczony, wznoszący się łukowato nad ciemieniem i prawie zakrywający pomarańczowy, krótki dziób. Samica koloru ciemnobrązowego, z mniejszym czubkiem i szarawopomarańczowymi tęczówkami.

## Zasięg, środowisko
Wschodnia Kolumbia, południowa Wenezuela, Gujana, Surinam, Gujana Francuska, lokalnie północna Brazylia. Występuje w wilgotnych lasach, głównie w pobliżu wychodni skalnych. Spotykany przeważnie do wysokości 1200 m n.p.m., maksymalnie do 2000 m n.p.m. Samce w większości spędzają dnie na wspólnych tokowiskach na ziemi, gdzie każdy z nich ma indywidualny rewir.

## Pożywienie
Żywi się głównie owocami, które zwykle zrywa w locie; skład diety uzupełniają duże owady, małe gady i żaby.

## Status
Międzynarodowa Unia Ochrony Przyrody (IUCN) uznaje skalikurka gujańskiego za gatunek najmniejszej troski (LC – least concern) nieprzerwanie od 1988 roku. Liczebność populacji nie została oszacowana, ale ptak ten opisywany jest jako rzadki i rozmieszczony plamowo. Trend liczebności populacji uznawany jest za stabilny. Zagrożeniem dla gatunku jest jednak wylesianie.